# Jana Krause
Jana Krause (født 10. Juni 1987 i München) er en tysk håndboldspiller som spiller for Thüringer HC og det tyske landshold. Hun har spillere optrådt for HC Leipzig og Buxtehuder SV.